# Internationale Organisation für Rebe und Wein

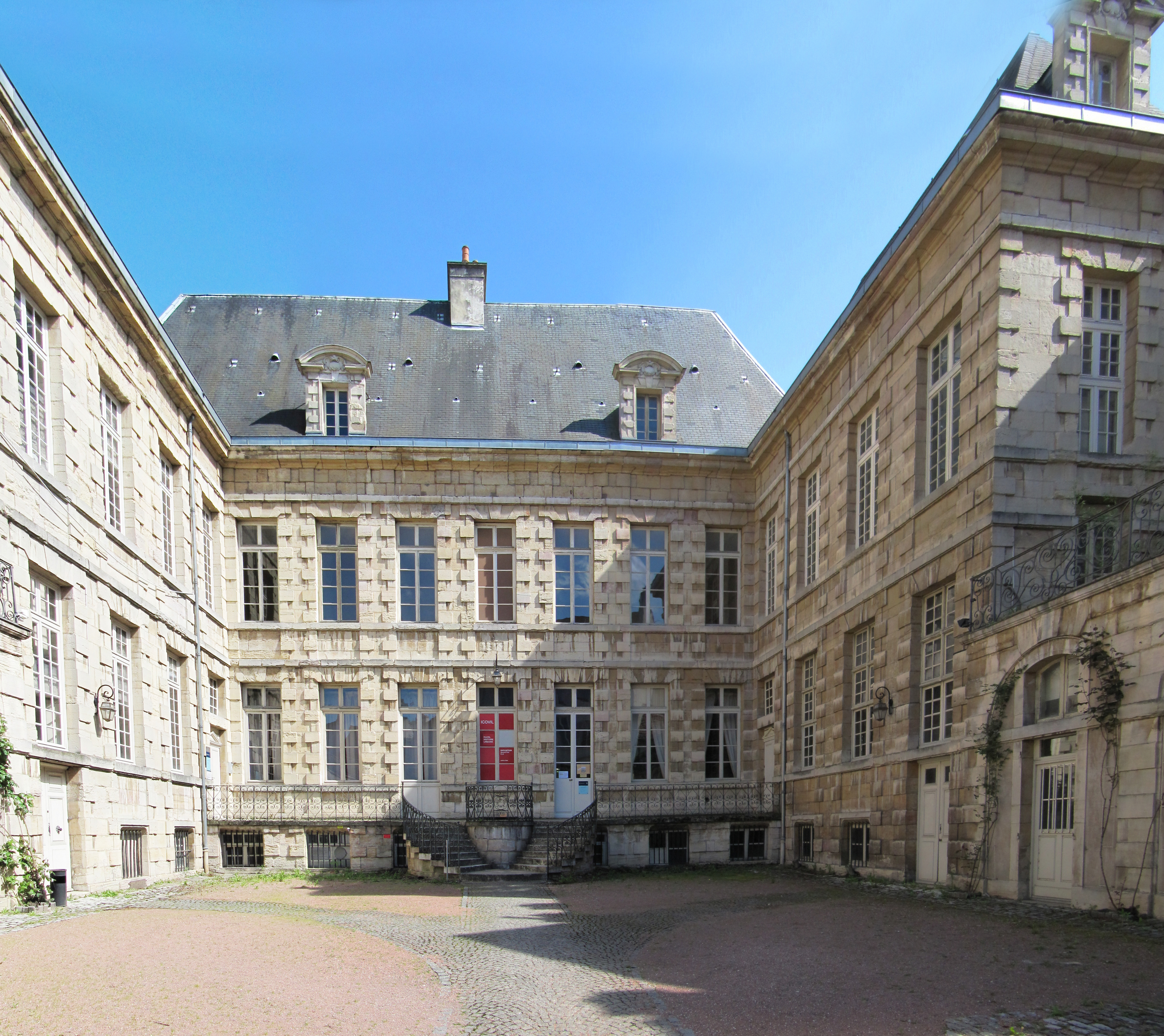
Hotel Bouchu genannt Esterno in Dijon, Sitz der Organisation seit 2024

Die Internationale Organisation für Rebe und Wein (engl.: International Organisation of Vine and Wine, IOV, fr.: Organisation Internationale de la Vigne et du Vin, OIV), die durch das Abkommen vom 3. April 2001 (neu) geschaffen wurde, trat an die Stelle des Internationalen Amtes für Rebe und Wein.
Die Internationale Organisation für Rebe und Wein mit Sitz in Dijon ist eine zwischenstaatliche, internationale Organisation mit wissenschaftlich-technischer Zuständigkeit in den Bereichen Rebe, Wein, weinhaltige Getränke, Tafeltrauben, Rosinen und anderen Reberzeugnissen. Die Organisation legt Standards fest und gibt Empfehlungen für den Weinanbau. Außerdem hat sie zum Beispiel eines der vollständigen Weinprüfblätter entwickelt.

## Internationales Amt für Rebe und Wein
Das Internationale Amt für Rebe und Wein – die Vorgängerorganisation der OIV – wurde am 29. November 1924 von Frankreich, Italien, Spanien, Tunesien, Ungarn, Luxemburg und Griechenland gegründet, um die angeblichen positiven Auswirkungen des Weinkonsums zu verbreiten sowie auf Qualitätsmaßstäbe in der Produktion zu achten und Nomenklatur und Forschung zu koordinieren. Dieser Gründung ging ein erster Kongress 1874 in Montpellier voraus, da in diesem Jahr die Reblaus große Teile des europäischen Weinanbaus zerstörte und eine gemeinsame Lösung für den Kampf dagegen gefunden werden sollte. 35 Jahre später, 1908 und 1909, wurden zwei weitere Kongresse (in Genf und Paris) abgehalten, da in diesen Jahren die Reblaus weitere Male den europäischen Kontinent heimsuchte und weil das Ausmaß der Weinfälschung stark zugenommen hatte. Die letztendliche Gründung der OIV kam durch das Unterzeichnen des internationalen Abkommens in Paris zustande.

## Fachliche Arbeit der OIV

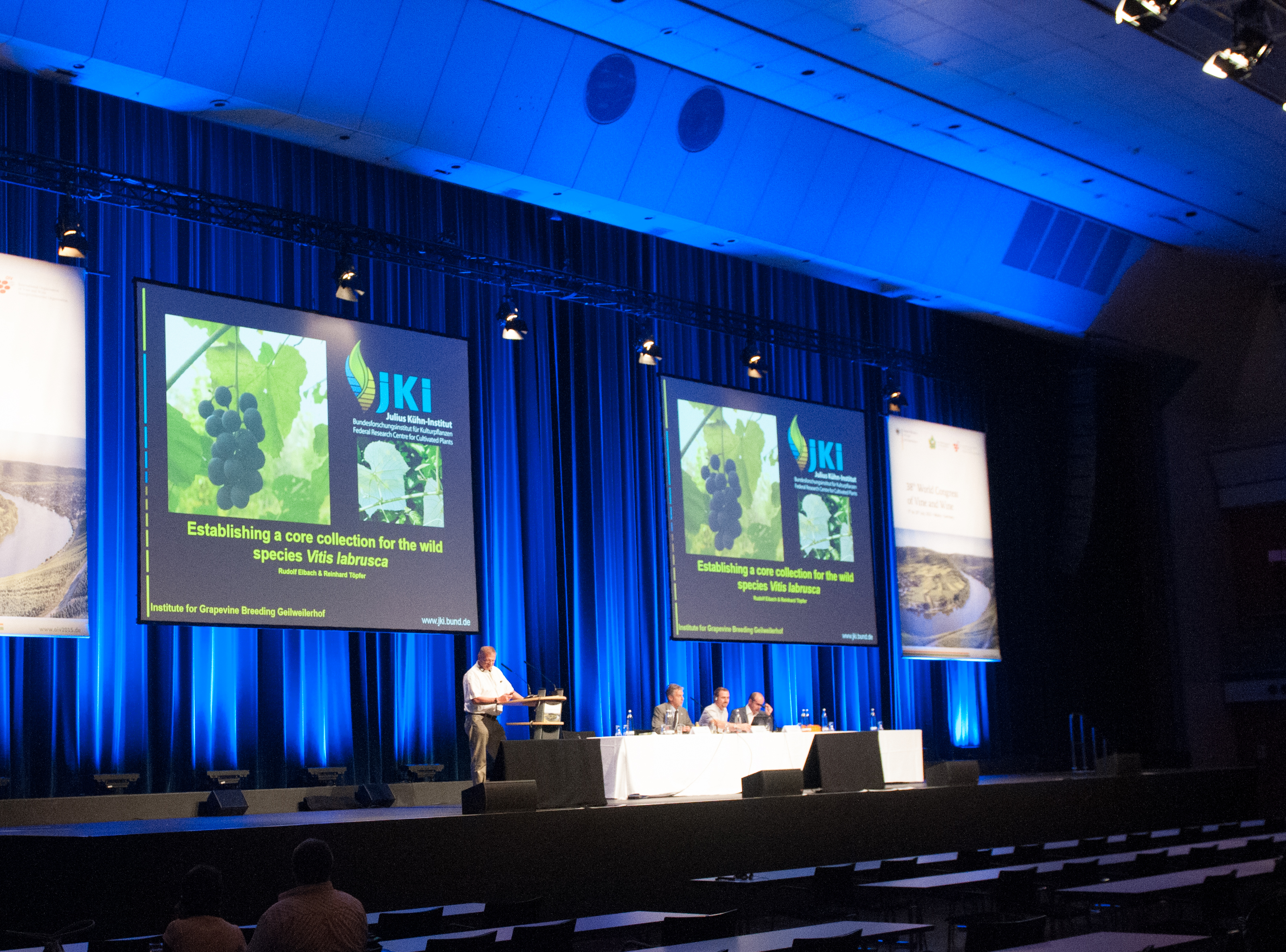
Weltkongress für Rebe und Wein in Mainz (2015)

Die OIV teilt ihre fachliche Arbeit in mehrere Kommissionen und Unterkommissionen auf:
- Kommission I – Weinbau
- Kommission II – Önologie
- Kommission III – Wirtschaft und Recht
- Kommission IV – Sicherheit und Gesundheit
  - Unterkommission ‚Analysemethoden‘
  - Unterkommission ‚Tafeltrauben, Rosinen und nicht fermentierte Reberzeugnisse‘[3]

## Mitgliedsstaaten

Mitgliedsstaaten

Die Organisation vertritt die Interessen von derzeit 51 Mitgliedsstaaten:
Albanien, Algerien, Argentinien, Armenien, Aserbaidschan, Australien, Belgien, Bosnien und Herzegowina, Brasilien, Bulgarien, Chile, China, Deutschland, Frankreich, Georgien, Griechenland, Indien, Israel, Italien, Kroatien, Libanon, Luxemburg, Malta, Marokko, Mazedonien, Mexiko, Moldawien, Montenegro, Neuseeland, Niederlande, Nordmazedonien, Norwegen, Österreich, Peru, Portugal, Rumänien, Russland, Schweden, Schweiz, Serbien, Slowakei, Slowenien, Spanien, Südafrika, Tschechien, Türkei, Ungarn, Ukraine, Uruguay, Uzbekistan, Vereinigtes Königreich, Zypern.
Durch internationalen Vertrag vom 3. April 2001 ist es möglich, der OIV als Beobachter beizuwohnen. Beobachter sind:
- Internationale Vereinigung der Juristen im Bereich des Rechts von Rebe und Wein (AIDV)
- Internationale Akademie Amorim
- Versammlung der Europäischen Weinbauregionen (AREV)
- Internationale universitäre Vereinigung des Weins und der Rebprodukte (AUIV)
- Forschungs- und Studienzentrum zur Aufwertung des Bergweinbaus (CERVIM)
- Internationaler Verband für Wein und Spirituosen (FIVS)
- Oenological Products and Practices International Association (OENOPPIA)
- Internationale Union der Önologen (UIOE)
- Weltweiter Verband der großen internationalen Wein- und Spirituosenwettbewerbe (VINOFED)
- Association de la Sommellerie Internationale (ASI)
- Wine in Moderation (WIM)
- Stadt Yantai (Volksrepublik China)
- Autonome Region Ningxia-Hui (China)

## Präsidenten
- Reiner Wittkowski (Deutschland), 2003 bis 2009
- Yves Bénard (Frankreich), President Comité vins at Institut National Origine et Qualité INAO, von 2009 bis 2012
- Claudia Quini (Argentinien), Coordinadora estudios enologicos y análisis sensorial en Instituto Nacional de Vitivinicultura, Mendoza, von 2012 bis 2015
- Monika Christmann (Deutschland), Leiterin des Instituts für Önologie an der Hochschule Geisenheim, von 2015 bis 2018
- Regina Vanderlinde (Brasilien), Professorin für Biotechnologie an der Universidade de Caxias do Sul (UCS), 2018 bis 2021[5]
- Luigi Moio, Professor für Önologie an der Universität Neapel Federico II und Leiter ihrer Weinbauabteilung.[6]
- Yvette van der Merwe (Südafrika)  CEO von South African Wine Industry Information and Systems[7]